# 1971 في سوريا
فيما يلي قوائم الأحداث التي وقعت خلال عام 1971 في سوريا.

## أحداث
- 1 يناير – الانتخابات الرئاسية في سوريا 1971

## سياسة

### تعيين في المنصب
- 12 مارس – حافظ الأسد رئيس سوريا.

### انتهاء فترة المنصب
- 3 أبريل – حافظ الأسد رئيس وزراء سوريا.

## أفلام
من الأفلام التي صدرت هذه السنة في سوريا:
- 1 يناير – الثعلب من إخراج يوسف معلوف.

## مواليد

### يناير
- 1 يناير – أبو همام البويضاني إرهابي.
- 1 يناير – سهير الأتاسي سياسية سورية.
- 1 يناير – ماهر حجار سياسي سوري.

### مارس
- 3 مارس – يارا صبري ممثلة سورية.

### أبريل
- 2 أبريل – حافظ مخلوف

### يوليو
- 14 يوليو – ديمة الخطيب إعلامية فلسطينية\سورية.

### أغسطس
- 9 أغسطس – كارولين طحان
- 16 أغسطس – باسم ياخور ممثل سوري.

## وفيات

### يناير
- 1 يناير – توفيق صايغ (مواليد 1923) كاتب فلسطيني.